# 池袋買春男性死亡事件
池袋買春男性死亡事件は、1987年4月5日東京都池袋のホテルでホテトル嬢の女性が男性客を刺し、刺された男性客が死亡した事件。「池袋事件」「池袋ホテトル嬢殺人事件」「ホテトル嬢客刺殺事件」とも。

## 概要
事件の当日18時頃、ホテトル嬢Aと客Bの二人がホテルの客室に入り、Aが事務所への電話をし終わるとBはAを殴打。さらにBはAの手をナイフで刺して脅し、Aの両手と両足を拘束した。Bはビデオカメラをセットし、カメラ等でも撮影した。
Aは逃げ出そうとし、拘束がゆるんだ隙にBのナイフを取りBの脇腹を刺した。両者はもみ合いになり、Bは「殺人犯にしてやる」などと言いながら出血多量で失神した。
Aはフロントへ救急車を求める電話をかけたが、Bは同日21時頃死亡した。Aは全治二週間の傷を負った。

## 裁判

### 第一審
1987年5月1日、東京地検によってAは殺人罪で起訴された。検察側は「売春契約をした以上、性的自由及び身体の自由は放棄されており、保護に値しない。被害者はたんなるわいせつ行為が目的であり、被告人に記憶がないというのは弁解である。急迫不正の侵害、生命の危険もなかったのに憤激のため殺意を持って刺殺した」とし、懲役5年を求刑した。
12月18日、東京地裁は懲役3年の判決を下した。

### 控訴審
1988年6月9日、東京高裁は犯罪心理学者福島章の意見書を採用し、「恐怖、驚き、怒り、興奮等によって判断能力を狭められた中で、半ば本能的反射的にナイフを振るったもので同情に値する」として一審判決を破棄したものの、「被告人の性的自由及び身体の自由に対する侵害の程度については、これを一般の婦女子に対する場合と同列に論ずることはできず、相当に減殺して考慮せざるをえない」として懲役2年、執行猶予3年の判決を下した。

## 論点

### 正当防衛
裁判においては、弁護側の主張する正当防衛が認められるかが論点となった。
正当防衛の要件の一つである「急迫不正の侵害」はある程度認められたものの、AがBを刺した時点ではBが素手だったため、「防衛の範囲を超えた過剰防衛」と判断された。

### 売春女性への差別
検察官の論告における「客の求める不本意な性行為等をも受忍した上でホテトル嬢をしているものと考えられる」「被害者の妻は最愛の夫を被告人によって突然に奪われ、その悲嘆は察するに余りある」といった言葉や、二審判決の「被告人の性的自由及び身体の自由に対する侵害の程度については、これを一般の婦女子に対する場合と同列に論ずることはできず」といった言葉について、控訴審から弁護に参加した角田由紀子は「妻は被害者、売春婦は加害者という構造が基本にある」「なぜ、彼がこのような死に方をしたのかというそのことは捨象されています」と批判している。

## その他
- 当時の報道では「ビデオが全部見ていた」などセンセーショナルに取り上げられた[4]。
- 一審の実刑判決を受け、市民団体「池袋・買春男性死亡事件を考える会」が発足。被告の無罪判決を求める署名活動をおこない、控訴審第一回公判に2300筆の署名を提出した。さらに同団体から弁護団に女性弁護士を加える要請があり、控訴審第二回公判から角田由紀子弁護士が加わった[2][5]。